# Ab Klink
Abraham (Ab) Klink (ur. 2 listopada 1958 w Stellendam) – holenderski polityk, socjolog i nauczyciel akademicki, parlamentarzysta, w latach 2007–2010 minister zdrowia, opieki społecznej i sportu.

## Życiorys
Ukończył w 1984 socjologię na Uniwersytecie Erazma w Rotterdamie, doktoryzował się w zakresie prawa w 1991 na Uniwersytecie w Lejdzie. W 1983 wstąpił do Apelu Chrześcijańsko-Demokratycznego (CDA). W latach 1984–1992 pracował w partyjnym think tanku Wetenschappelijk Instituut voor het CDA, zaś w latach 1999–2007 pełnił funkcję dyrektora tej instytucji. W międzyczasie był asystentem ministra sprawiedliwości Ernsta Hirscha Ballina (1992–1994) i urzędnikiem w resorcie sprawiedliwości (1994–1999).
W 2003 wybrany do Eerste Kamer, w wyższej izbie Stanów Generalnych zasiadał do 2007. Od lutego 2007 do października 2010 sprawował urząd ministra zdrowia, opieki społecznej i sportu w czwartym rządzie Jana Petera Balkenende. W 2010 uzyskał mandat posła do Tweede Kamer, jednak wkrótce z niego zrezygnował, krytykując prowadzenie przez CDA negocjacji koalicyjnych z Partią Wolności.
Po odejściu z polityki pracował w branży konsultingowej. Został też profesorem na Vrije Universiteit Amsterdam oraz członkiem rady dyrektorów funduszu ubezpieczeń zdrowotnych VGZ.
Odznaczony Orderem Oranje-Nassau V klasy (1990) i IV klasy (2010).